# Henryk Mądrawski
Henryk Mądrawski (ur. 16 kwietnia 1933 w Osusznicy k. Chojnic, zm. 18 lutego 2009 w Gdańsku) – polski malarz i grafik.

## Życiorys
Studiował w Państwowej Wyższej Szkole Sztuk Plastycznych w Gdańsku (obecnie: Akademia Sztuk Pięknych w Gdańsku) w latach 1959–1965; początkowo pod kierunkiem prof. Piotra Potworowskiego, później prof. Stanisława Borysowskiego.
Malował głównie kompozycje figuratywne, akty, rzadziej pejzaże; w swych pracach podejmował niekiedy tematy morza i wybrzeża. Brał udział w wystawach okręgowych i ogólnopolskich od 1965 roku, a od 1968 r. w zagranicznych. Jego prace znajdują się w polskich muzeach i zbiorach prywatnych w kraju i za granicą m.in. w Montrealu, Algierze, Sydney, Nowym Jorku, Paryżu, Malmö i Caracas.
W jego ślady poszła jego wnuczka Julia Mądrawska (córka Borysa), urodzona 24 października 2003 roku, zmarła tragicznie w nocy z 14 na 15 sierpnia 2025 roku, tworząca głównie z użyciem technik cyfrowych.

## Wystawy
zagraniczne
- 1968, 1972 - Tydzień Polski w Kalmarze
- 1969, 1971 - Montreal
- 1972 - Leningrad
- 1974 - Lille (Francja) Galeria Spetentrion
- 1975 - Galeria NT (Nassjotryckeiet)
- 1976 - Dworek Sztuki TORPSOG (Szwecja)
- 1979 - Wystawa Okręgu Gdańskiego ZPAP w Mannheim - Heidelberg
- 1980 - Wystawa Okręgu Gdańskiego ZPAP w Bremie
- 1984 - Wystawa grafik - Osterholz-Scharmbeck
- 1987 - Wystawa grafik (pokonkursowa) - Frankenthal
- 1989 - Wystawa malarstwa - Brema

międzynarodowe
- 1968, 1970 - I i II Międzynarodowe Biennale Grafiki - Kraków
- 1988 - Międzynarodowa Wystawa Grafiki - Mezzotinta - Sopot

ogólnopolskie
- 1965 - Poznań
- 1966 - Gdańsk, Szczecin
- 1967 - Bydgoszcz, Bielsko-Biała
- 1968 - Wrocław, Majdanek
- 1970, 1972, 1974, 1976, 1978 - Szczecin
- 1971 - Warszawa, Poznań
- 1980, 1984 - Sopot
- 1986 - Warszawa
- 1987 - Szczecinek

## Odznaczenia i nagrody
- 1966 - I i II nagroda w Konkursie Grafiki Gdańskiej
- 1968 - nagroda na Ogólnopolskiej Wystawie Malarstwa, Rzeźby i Grafiki w Sopocie
- 1970 - nagroda na Ogólnopolskiej Wystawie Malarstwa, Rzeźby i Grafiki w Sopocie
- 1971 - Wyróżnienie honorowe ZO ZPAP
- 1972 - III nagroda w Konkursie „Kopernik-Kosmos” w Olsztynie
- 1977 - wyróżnienie na II Polsko-Fińskim Konkursie Grafiki Marynistycznej w Gdańsku
- 1970 - 1975 - nagrody w Konkursie Grafiki Kwartału ZPAP, Gdańsk, Bydgoszcz
- 1984 - Medal 40-lecia Polski Ludowej za działalność twórczą
- 1985 - Srebrny Krzyż Zasługi za działalność twórczą
- 1985 - nagrody na III i IV Ogólnopolskim Konkursie plastycznym na Obraz i Grafikę w Szczecinku
- 1988 - nagroda i wyróżnienie na „Lato 1988”
- 1990 - „Jesień 1990” - nagroda
- 1990 - Nagroda Roku 1990
- 1993 - Nagroda Artystyczna Gdańskiego Towarzystwa Przyjaciół Sztuki za rok 1993
- 2003 - wyróżnienie na II Ogólnopolskim Biennale Malarstwa i Tkaniny Unikatowej
- 2004 - Nagroda Prezydenta Miasta Gdańska w Dziedzinie Kultury z okazji jubileuszu 45-lecia pracy twórczej oraz 70. urodzin[2]
- 2005 - wyróżnienie na III Ogólnopolskim Biennale Malarstwa i Tkaniny Unikatowej
- 2007 - Nagroda Prezydenta Miasta Gdańska w Dziedzinie Kultury z okazji jubileuszu 50-lecia pracy artystycznej[2]
- 2008 - Nagroda Specjalna Ministra Kultury i Dziedzictwa Narodowego